# 翔け世界の頂点へ〜松井秀喜応援歌〜
翔け世界の頂点へ〜松井秀喜応援歌〜（はばたけせかいのちょうてんへ・まついひできおうえんか）は、副題の通りニューヨーク・ヤンキース松井秀喜選手を応援するために作られた歌。松井秀喜ベースボールミュージアム公認応援歌。

## 解説
- 作詞：松岡良夫
- 作曲：乙田修三
- 唄：たぁ〜た〜ず

1番の歌詞では地元根上町（現・能美市）でトレーニングに励んでいた日々から高校時代が、2番では巨人時代の活躍が歌いこまれている。メロディーは小学校の校歌を髣髴とさせるようなシンプルなもので、途中にラップが入る誰でも楽しんで歌える構成となっている。
松井の父昌雄とたぁ～た～ずの吉川は、この曲を作曲した乙田の弟子同士でもあり、この唄がきっかけで、2007年4月に昌雄とたぁ～た～ずのジョイントコンサートが実現した。